# Les Démons volants
Pour plus de détails, voir Fiche technique et Distribution.
Les Démons volants (De flyvende djævle) est un film danois réalisé par Anders Refn, sorti en 1985.

## Fiche technique
- Titre original : De flyvende djævle
- Réalisation : Anders Refn
- Scénario : Sigvard Olsson et Anders Refn
- Musique : Kasper Winding
- Photographie : Mikael Salomon
- Montage : Kasper Schyberg
- Production : Erik Crone
- Société de production : Continental Motion Pictures, Crone Film Sales et Svensk Filmindustri
- Pays :  Danemark et  Suède
- Genre : Drame
- Durée : 115 minutes
- Dates de sortie : 
  -  Danemark : 16 août 1985

## Distribution
- Mario David : Lazlo Hart
- Karmen Atias : Miranda
- Jean-Marc Montel : Max
- Pete Lee-Wilson : Mory Ventura
- Senta Berger : Nina Rosta
- Erland Josephson : Oscar Seidenbaum
- Warren Clarke : Arno
- Margaretha Krook : Hildegarde Altenburg
- Guy Godefroy : Jacques Gavin Jr.
- Nadeem Razaq Janjau : Mischa
- Fred Gärtner : Heinz von Rosen
- Jutta Richter-Haaser : Gabriella
- Trevor Laird : Sepp
- Ole Ernst : Erik

## Distinctions
Le film a remporté plusieurs prix au Danemark.
- Roberts :
  - Meilleur film
  - Meilleure musique
  - Meilleure photographie
  - Meilleur montage
  - Meilleur son